# 达贡维尔
达贡维尔（法語：Dagonville，法語發音：[daɡɔ̃vil]）是法国默兹省的一个市镇，属于科梅尔西区。

## 地理
达贡维尔（48°47'30"N, 5°23'47"E）面积13.01 平方千米，位于法国大東部大區默兹省，该省份为法国西北部内陆省份，北与比利时接壤，西接马恩省和阿登省，南至上马恩省和孚日省，东临默尔特-摩泽尔省。
与达贡维尔接壤的市镇（或旧市镇、城区）包括：拉瓦莱、艾尔河畔利涅尔、梅尼勒欧布瓦、萨尔马涅、库桑斯-莱特里孔维尔。

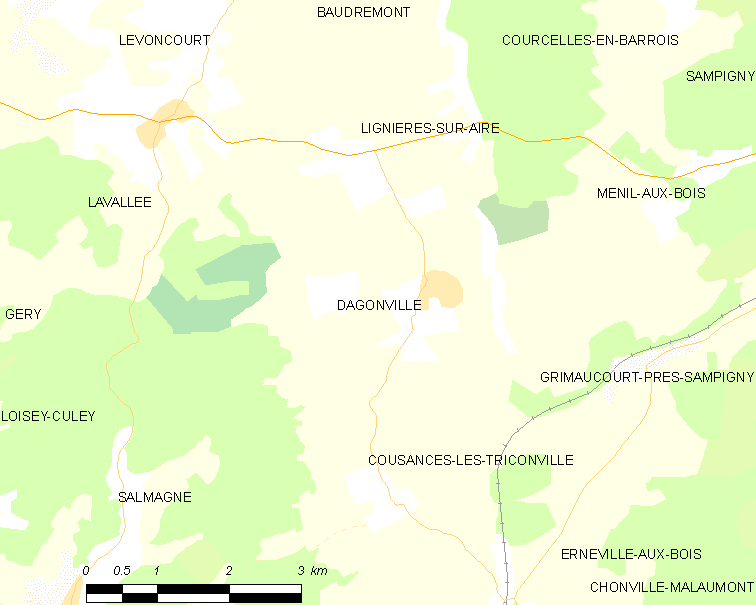
达贡维尔的OSM定位图

达贡维尔的时区为UTC+01:00、UTC+02:00（夏令时）。

## 行政
达贡维尔的邮政编码为55500，INSEE市镇编码为55141。

## 政治
达贡维尔所属的省级选区为沃库勒尔县。

## 人口

1962-2008年间达贡维尔人口变化图示

达贡维尔于2022年1月1日时的人口数量为86人。